# 劉觀德
刘观德（1821年—1861年），字选贤，是直隶省正定府赞皇县曲江村人。兄弟排行第二，生于道光元年（1821年）五月十九日。道光二十四年，入武庠，连捷甲辰恩科武举。道光二十五年（1845年）中乙巳恩科武进士。生一子泽民。卒於咸丰十年（1861年）八月初二日。享寿四十岁。碑迁址村南马地。现存礩石数块。大刀两把分别重40公斤，60公斤，皆在文革期间失。还有匾额进士画像皆失。